# کارینه خودیکیان
کارینه کیمیکی خودیکیان (ارمنی: Կարինե Կիմիկի Խոդիկյան؛ انگلیسی: Karine Khodikyan؛ زادهٔ ۲۵ ژوئیهٔ ۱۹۵۷) رمان‌نویس، نمایش‌نامه‌نویس و روزنامه‌نگار اهل ارمنستان است.

## زندگی‌نامه
وی در ۲۵ ژوئیه ۱۹۵۷ در آخالکالاک به دنیا آمد وی از دانشکده فلسفه دانشگاه دولتی ایروان در رشته ادبیات فارغ‌التحصیل گشت. از سال ۱۹۸۸ به روزنامه‌نگاری روی آورد و در ماهنامهٔ ادبی، فرهنگی و اجتماعی گارون، نخست به عنوان نویسندهٔ مقالات اجتماعی و سپس به عنوان دبیر بخش ادبی فعالیت داشت. از سال ۲۰۰۱ سردبیر نشریهٔ ادبی بوده است. وی از سال ۱۹۹۹ اقدام به چاپ فصل‌نامهٔ دراماتورگیا کرده است. که در نوع خود در ارمنستان بی‌نظیر است. کارینه خودیکیان معاون وزیر فرهنگ جمهوری ارمنستان بود.

## جوایز دریافتی
- سال ۱۹۹۷ جایزه قلم طلایی، عالی‌ترین جایزهٔ حرفه‌ای انجمن روزنامه‌نگاران ارمنستان
- سال ۱۹۹۷ جایزهٔ بین‌المللی بهترین مقالهٔ اجتماعی دفتر سازمان ملل در ایروان
- سال ۱۹۹۸ جایزهٔ بهترین فیلم کوتاه از وزارت فرهنگ و مؤسسهٔ پارادایز
- سال ۱۹۹۹ جایزه نی طلایی برای کتاب مجموعه نمایش‌نامه‌هایش
- سال ۲۰۰۱ جایزهٔ تئاتری آرتیست به خاطر فعالیت در زمینهٔ نمایش‌نامه‌نویسی

## فیلم‌شناسی
- تئوانیک